# Augy-sur-Aubois
Augy-sur-Aubois település Franciaországban, Cher megyében. Lakosainak száma 284 fő (2022. január 1.). Augy-sur-Aubois Lurcy-Lévis, Givardon, Neuilly-en-Dun, Saint-Aignan-des-Noyers és Sancoins községekkel határos.

## Népesség
A település népessége az elmúlt években az alábbi módon változott:
| Lakosok száma | 456  | 395  | 353  | 299  | 296  | 295  | 290  | 288  | 286  | 284  |
|               | 1968 | 1982 | 1990 | 2006 | 2013 | 2015 | 2017 | 2019 | 2020 | 2022 |